# Dino Islamovic
Dino Islamovic, född 17 januari 1994 i Ljusdal i Hälsingland, är en svensk-montenegrinsk fotbollsspelare (anfallare) som spelar för norska Rosenborg. 

## Klubbkarriär
Islamovic moderklubb är Malmö FF. Den 31 mars 2012 lämnade han MFF för engelska Fulham, som han skrev på ett 2,5-årskontrakt med. Islamovic skrev i juni 2014 på ett tvåårskontrakt med option om ytterligare ett år med nederländska FC Groningen.
I februari 2017 skrev Islamovic på ett halvårskontrakt med Trelleborgs FF men fortsatte spela resten av säsongen. Säsongen 2018 valde Islamovic att skriva på för allsvenska klubben Östersunds FK.
Den 30 december 2019 värvades Islamovic av norska Rosenborg, där han skrev på ett treårskontrakt.
Den 7 februari 2022 värvades Islamovic av sydkoreanska Gangwon, där han spelade fram 2023. I februari 2024 tecknade han ett 1,5-årskontrakt med Kalmar FF.

## Landslagskarriär
Islamovic debuterade för Sveriges landslag den 9 januari 2020 i en 1–0-vinst över Moldavien.

## Utmärkelser
Smålands bästa fotbolssspelare 2024